# Браммерц, Ойген
Ойген Браммерц (нем. Eugen Brammertz; 3 апреля 1915 — 5 марта 1987) — монах-бенедектинец, завербованный контрразведкой Смерш. В течение долгого времени работал в различных институтах и организациях Ватикана.

## Биография
Во время Второй мировой войны он служил военным врачом в люфтваффе. В мае 1945 Браммерц был интернирован в лагерь военнопленных, в котором был завербован советскими контрразведчиками. Ойген хорошо говорил по-русски. Покинул застенки он только в 1955 году по инициативе Конрада Аденауэра. Спустя двадцать лет был отправлен трирским бенедектинским аббатством св. Матфея в Рим, где начал работать переводчиком в немецком издании газеты L’Osservatore Romano, издававшейся в Ватикане. Связь с агентом шла через немецкую разведку Штази. Псевдоним Бреммерца, под которым он проходил в платёжных ведомостях, был «Великолепный монах». Самой успешной операцией Ойгена считается отчёт, составленный им, в котором были даны достаточно полные характеристики всем лицам, которые были причастны к проведению «восточной политики» Святого престола. Курировал операцию Маркус Вольф, который был начальником Главного управления разведки Министерства госбезопасности ГДР.
В семидесятых Браммерц стал членом Папской комиссии по науке и неофициальным консультантом кардинала Казароли, который по информации некоторых источников также подозревался в шпионаже против Ватикана. Через Казароли Браммерц узнавал много информации о понтифике. Одним из его достижений была передача разговора Вилли Брандта с Папой Римским Павлом VI. Когда на папский престол был избран краковский кардинал Кароль Войтыла под именем Иоанна Павла II, Великолепный монах постоянно отправлял в Штази донесения о растущем влиянии польского духовенства в Ватикане.
Прямые доказательства действий Браммерца были найдены после его смерти в 1987 году. В его римской келье в аббатстве Сант-Ансельмо был найден радиоприёмник, который монах привёз в своё время из Трира. В него был вмонтирован передатчик, с помощью которого Ойген передавал шифрованные сообщения в Восточный Берлин и Москву.